# 48. ceremonia wręczenia nagród Grammy
48. ceremonia wręczenia nagród Grammy odbyła się w 8 lutego 2006 w Staples Center w Los Angeles w Stanach Zjednoczonych. Nominacje zostały ogłoszone 6 grudnia 2005.
Ceremonia została zdominowana przez zespół U2, który zdobył 5 statuetek. Jak również przez Marie Carey, Johna Legenda oraz Kanyego Westa, którzy zdobyli odpowiednio po 3 statuetki. Kelly Clarkson zdobyła dwie nagrody w kategoriach (Best Female Pop Vocal Performance oraz Best Pop Vocal Album).
Podczas ceremonii na scenie wystąpili następujący artyści:
- Mariah Carey wykonała piosenkę „We Belong Together” oraz „Fly Like a Bird”, później wystąpiła wraz z Hezekiah Walkerem & The Love Fellowship Choir;
- Gorillaz wykonali utwór wraz z Madonną;
- Paul McCartney, Linkin Park i Jay-Z wykonali wspólnie piosenki „Numb/Encore” oraz „Yesterday”;
- Coldplay wykonał utwór „Talk”;
- Kanye West i Jamie Foxx wykonali utwór „Gold Digger”;
- Bruce Springsteen zaśpiewał piosenkę „Devils and Dust”.

## Zwycięzcy

### General
Najwięcej nominacji w tej kategorii zdobyli Mariah Carey, John Legend oraz Kanye West. Łącznie przełożyło się to na 3 nagrody, dla każdego z artystów.
- Record Of The Year
  - Green Day za Boulevard Of Broken Dreams

- Album Of The Year
  - U2 za album How to Dismantle an Atomic Bomb

- Song Of The Year
  - U2 za utwór Sometimes You Can't Make It On Your Own

- Best New Artist
  - John Legend

### Alternative
- Best Alternative Music Album
  - The White Stripes za album Get Behind Me Satan

### Pop
- Best Pop Band Vocal Performance
  - Doku za Time to ride to sea
- Best Female Pop Vocal Performance
  - Kelly Clarkson za Since U Been Gone

- Best Male Pop Vocal Performance
  - Stevie Wonder za I Have This Dream|From the Bottom of My Heart

- Best Pop Performance By A Duo Or Group With Vocal
  - Maroon 5 za This Love

- Best Pop Collaboration With Vocals
  - Gorillaz wraz z De La Soul za Feel Good Inc.

- Best Pop Instrumental Performance
  - Les Paul za Caravan

- Best Pop Instrumental Album
  - Burt Bacharach za At This Time

- Best Pop Vocal Album
  - Kelly Clarkson za album Breakaway

### Dance
- Best Dance Recording
  - The Chemical Brothers wraz z Q-Tip za Galvanize

- Best Electronic/Dance Album
  - The Chemical Brothers za Push the Button

### Traditional pop
- Best Traditional Pop Vocal Album
  - Tony Bennett za The Art of Romance

### Rock
- Best Solo Rock Vocal Performance
  - Bruce Springsteen za Devils & Dust

- Best Rock Performance By A Duo Or Group With Vocal
  - U2 za Sometimes You Can't Make It On Your Own

- Best Hard Rock Performance
  - System Of A Down za B.Y.O.B.

- Best Metal Performance
  - Slipknot za Before I Forget

- Best Rock Instrumental Performance
  - Les Paul & Friends za 69 Freedom Specials
  - Joe Perry za Mercy

- Best Rock Song
  - U2 za City of Blinding Lights

- Best Rock Album
  - U2 za How to Dismantle an Atomic Bomb

### R&B
- Best R&B Song
  - Mariah Carey za We Belong Together

- Best Male R&B Vocal Performance
  - John Legend za Ordinary People

- Best Female R&B Vocal Performance
  - Mariah Carey za We Belong Together

- Best R&B Performance by a Duo or Group with Vocals
  - Beyoncé i Stevie Wonder za So Amazing

- Best R&B Album
  - John Legend za Get Lifted

- Best Contemporary R&B Album
  - Mariah Carey za The Emancipation of Mimi